# Iwona Racz-Szczygielska
Iwona Racz-Szczygielska (ur. 10 maja 1944 w Łodzi) – polska piosenkarka, wokalistka grupy wokalnej Filipinki.

## Życiorys

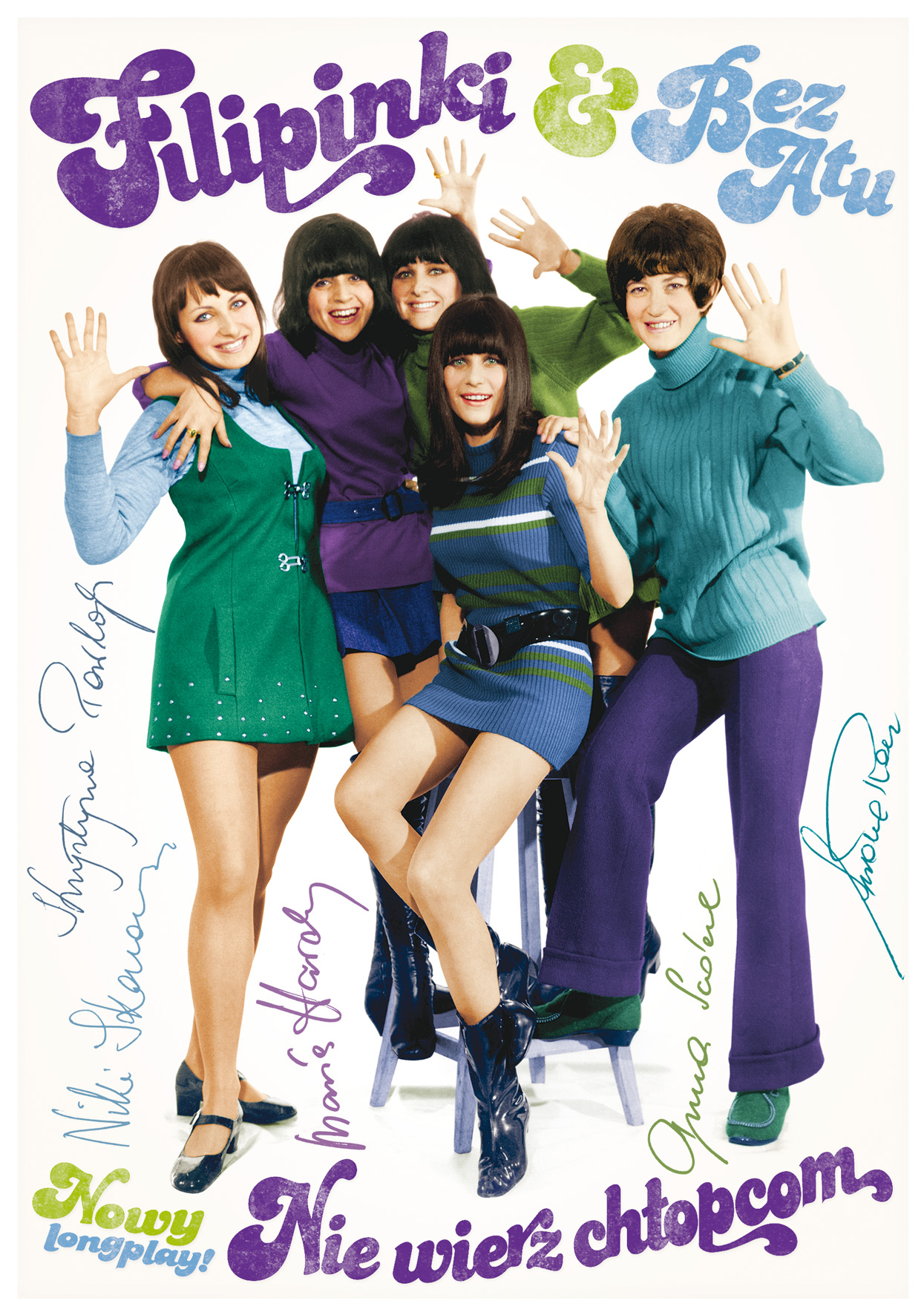
Iwona Racz-Szczygielska pierwsza z prawej (1970)

Była uczennicą Technikum Handlowego w Szczecinie, gdzie z inicjatywy Jana Janikowskiego powstał w 1959 roku zespół Filipinki. Występowała w podstawowym składzie zespołu do lutego 1972 roku. Śpiewała altem. Po odejściu z zespołu zajęła się wychowaniem syna Marcina, a po kilku latach rozpoczęła pracę w Stołecznej Estradzie. Później przeszła do Zjednoczonych Przedsiębiorstw Rozrywkowych (ZPR). Zajmowała się produkcją i realizacją widowisk estradowych i kabaretowych. W 1984 wróciła z Warszawy do Szczecina, rozpoczęła pracę w TVP Szczecin i z placówką tą pozostała związana do emerytury.
Mieszka w Szczecinie.